# 権昶勲
権 昶勲（旧字体：權 昶勳、クォン・チャンフン、韓国語: 권창훈、英語: Kwon Chang-hoon, 1994年6月30日 - ）は、大韓民国・ソウル特別市出身のプロサッカー選手。韓国代表。Kリーグ1・全北現代モータース所属。ポジションはミッドフィールダー。

## 経歴

### 水原三星1期
梅灘高等学校サッカー部（水原三星ブルーウィングスU-18）出身で、優先指名を受けて2013シーズンから水原三星に加入。高校卒業から間もない2013年4月3日のAFCチャンピオンズリーグ2013グループステージ、柏レイソル戦で後半34分から出場し公式戦デビュー。

### ディジョン
2017年1月、リーグ・アンのディジョンFCOに移籍した。契約期間は3年半。加入後、2016-17シーズンはリーグ戦で8試合0得点を記録。
2017-18シーズンはリーグ戦で34試合11得点を記録。しかし、最終節のアンジェSCO戦でアキレス腱重傷のけがを負い、長期離脱を強いられることになった。
2018-19シーズンはリーグ戦で20試合3得点を記録。

### フライブルク
2019年6月28日、ブンデスリーガのSCフライブルクに移籍金300万ユーロで移籍した。2019-20シーズンでは第3節のSCパーダーボルン07戦の後半40分に初出場となり、後半45分に初得点を記録。

### 水原三星2期・金泉尚武
2021年5月26日、軍入隊準備のために水原三星ブルーウィングスに復帰。
2021年12月7日、国軍体育部隊は金泉尚武FC5期メンバーとなる「2022年1次国軍代表（尚武）運動選手」最終合格者4名を発表し、その中に権昶勲も含まれた。12月27日に忠清南道論山市の陸軍訓練所に入所。
しかし、2023年4月22日のKリーグ2第9節のソウルイーランドFC戦を最後に負傷離脱が長期化することになる。
2023年6月26日、権昶勲ら金泉尚武5期メンバー4人が予定通り18ヶ月の服務を終えて転役し、水原三星に復帰。水原三星との契約は2023年末までだったが、負傷のため1度も公式戦に出場することなく満了を迎え、チームも前年に引き続く不振でKリーグ1最下位に沈み、初めてKリーグ2降格となってしまった。

### 全北現代
2024年1月8日、フリートランスファーで全北現代モータースに加入。しかし、2024年シーズンの全北現代はKリーグ1で序盤から最下位に沈むなど極度の不振に陥る一方で、自身は負傷からの復帰を果たせないでいた。
8月17日、ホームで行われたKリーグ1第27節浦項スティーラース戦で後半30分に途中出場し、483日ぶりに負傷からの復帰を果たした。また、この試合で後半アディショナルタイム4分に復帰後初、そして全北加入後初となる決勝ゴールを決めた。

### 代表
2018 FIFAワールドカップは2018年5月14日に発表された最終候補メンバー28人に名を連ねていたもの、5月19日に行われたリーグ・アン最終節アンジェSCO戦でアキレス腱重傷の怪我を負ったため、ワールドカップ本戦には出場することができなかった。
2021年に開催された東京2020オリンピック競技大会に出場するメンバーにはオーバーエイジ枠で選出された。
兵役服務により金泉尚武FCでプレーしていた時期も代表に招集されており、EAFF E-1サッカー選手権2022や、2022 FIFAワールドカップでもメンバー入りしている。

## 私生活
転役後の2023年7月7日に結婚式を挙げた。

## 所属クラブ
- 2001年 - 2006年  ソウル良田初等学校（朝鮮語版）
- 2007年 - 2009年  中東中学校（朝鮮語版）
- 2010年 - 2012年  梅灘高等学校（朝鮮語版）（水原三星ブルーウィングスU-18）
- 2013年 - 2016年  水原三星ブルーウィングス
- 2017年 - 2019年  ディジョンFCO
  - 2017年  ディジョンFCO II
- 2019年 - 2021年  SCフライブルク
  - 2021年  SCフライブルクII
- 2021年 - 2023年  水原三星ブルーウィングス
  - 2022年 - 2023年  金泉尚武FC（兵役）
- 2024年 -  全北現代モータース

## 代表歴

### 出場大会
- 韓国代表
  - 2022 FIFAワールドカップ

### 試合数
- 国際Aマッチ 43試合 12得点（2015年-2022年）[14]

| 韓国代表 | 国際Aマッチ | 国際Aマッチ |
| 年       | 出場        | 得点        |
| -------- | ----------- | ----------- |
| 2015     | 7           | 3           |
| 2016     | 1           | 0           |
| 2017     | 6           | 0           |
| 2018     | 2           | 1           |
| 2019     | 7           | 1           |
| 2020     | 0           | 0           |
| 2021     | 5           | 2           |
| 2022     | 15          | 5           |
| 通算     | 43          | 12          |